# Schule Viktoriastraße 13
Die ehemalige Schule Viktoriastraße 13 (Nordschule) im niedersächsischen Nordenham-Atens im Landkreis Wesermarsch stammt vom Anfang des 20. Jahrhunderts. Aktuell (2023) soll sie als Wohnhaus genutzt werden. Das Gebäude steht unter Denkmalschutz (siehe auch Liste der Baudenkmale in Nordenham).

## Beschreibung und Geschichte
Das zweigeschossige verputzte Gebäude mit Satteldach, dem seitlichen dreigeschossigen Giebelrisalit und den gerahmten segmentbogigen und auch rundbogigen Fenstern wurde 1906 als Schule gebaut, nach den bestehenden Schulen Süd und Atens. Zunächst wurden 161 Schüler in drei Klassen durch drei Lehrer unterrichtet. 1908 kam der zweigeschossige Südflügel mit Walmdach und eckigen gerahmten Fenstern hinzu für nun insgesamt 303 Schüler in zunächst fünf Klassen. 1946 zählte die Nordschule 539 Schüler, darunter 70 aus Flüchtlingsfamilien.
Hier war von 1976 bis 2017 die Grundschule Nord. Der Kinderschutzbund und das Mehrgenerationenhaus hatten mit der Ganztagsschule (2010) eine engere Zusammenarbeit. 2006 gab es 122 Schüler und zuletzt nur noch 42. Deshalb wurde 2021 das 4000 m² große Areal verkauft. Die Gebäude sollen zu Wohnungen umgebaut werden und auf dem Grundstück weitere Wohnhäuser entstehen.
Das Landesdenkmalamt befand zur Bedeutung: „geschichtlich, wissenschaftlich, städtebaulich“.